# Law & Order Toronto: Criminal Intent
Law & Order Toronto: Criminal Intent es una serie de televisión de drama criminal y procedimental canadiense basada en la serie estadounidense Law & Order: Criminal Intent.  La serie se desarrolla en Toronto, Ontario, y se centra en historias de crímenes «extraídos de los titulares», al estilo de la serie original Law & Order.
La serie se estrenó el 22 de febrero de 2024 a través de Citytv, y se convirtió en el drama de máxima audiencia del año en Canadá al atraer 1,1 millones de espectadores en el primer episodio. En junio de 2024, la serie fue renovada para una segunda y tercera temporada.

## Premisa
Un thriller psicológico envuelto en una investigación criminal, la serie sigue a un escuadrón de detectives de la Unidad de Investigaciones Criminales Especializadas, un escuadrón de casos importantes en el ficticio Departamento de Policía de Toronto. Estos detectives investigan homicidios y casos de corrupción de alto perfil en el área metropolitana de Toronto.

## Reparto

### Principales
- Aden Young como el sargento detective Henry Graff
- Kathleen Munroe como el sargento detective Frankie Bateman
- KC Collins como el fiscal adjunto de la corona, Theo Forrester
- Karen Robinson como la inspectora Vivienne Holness

### Recurrentes
- Nicola Correia-Damude como la Dra. Lucy Da Silva
- Araya Mengesha como Mark Yohannes
- Tammy Isbell como la detective Alice Riley

## Episodios
| Temporada | Temporada | Episodios | Episodios | Emisión original      | Emisión original   |
| Temporada | Temporada | Episodios | Episodios | Primera emisión       | Última emisión     |
| --------- | --------- | --------- | --------- | --------------------- | ------------------ |
|           | 1         | 10        | 10        | 22 de febrero de 2024 | 16 de mayo de 2024 |
|           | 2         | 10        | 10        | 20 de febrero de 2025 | —                  |

### Primera temporada (2024)
| N.º en serie | N.º en temp. | Título                  | Dirigido por     | Escrito por                      | Fecha de emisión original |
| ------------ | ------------ | ----------------------- | ---------------- | -------------------------------- | ------------------------- |
| 1            | 1            | «The Key to the Castle» | Holly Dale       | Tassie Cameron                   | 22 de febrero de 2024     |
| 2            | 2            | «Good Neighbours»       | Peter Stebbings  | Sam Godfrey                      | 29 de febrero de 2024     |
| 3            | 3            | «The Real Eve»          | Holly Dale       | Jillian Locke                    | 7 de marzo de 2024        |
| 4            | 4            | «Crack Reporter»        | David Wellington | Sherry White                     | 14 de marzo de 2024       |
| 5            | 5            | «Bleeding Heart»        | Sudz Sutherland  | Annmarie Morais                  | 21 de marzo de 2024       |
| 6            | 6            | «Minnow and the Shark»  | Rachel Leiterman | Aubrey Nealon                    | 11 de abril de 2024       |
| 7            | 7            | «The Sound of Silence»  | Winnifred Jong   | Tassie Cameron y Noelle Carbone  | 18 de abril de 2024       |
| 8            | 8            | «Boys Will Be Boys»     | David Straiton   | Noelle Carbone y Annmarie Morais | 2 de mayo de 2024         |
| 9            | 9            | «Three Points»          | Holly Dale       | Tassie Cameron                   | 9 de mayo de 2024         |
| 10           | 10           | «Cul-De-Sac»            | Sharon Lewis     | Sam Godfrey y Jillian Locke      | 16 de mayo de 2024        |

### Segunda temporada (2025)
| N.º en serie | N.º en temp. | Título                   | Dirigido por     | Escrito por                   | Fecha de emisión original |
| ------------ | ------------ | ------------------------ | ---------------- | ----------------------------- | ------------------------- |
| 11           | 1            | «White Squirrel City»    | Peter Stebbings  | Tassie Cameron                | 20 de febrero de 2025     |
| 12           | 2            | «Digital Lipstick»       | David Wellington | Jillian Locke                 | 27 de febrero de 2025     |
| 13           | 3            | «Fool's Gold»            | Winnifred Jong   | Sam Godfrey                   | 6 de marzo de 2025        |
| 14           | 4            | «Hoggs Hollow»           | Sudz Sutherland  | Aubrey Nealon                 | 20 de marzo de 2025       |
| 15           | 5            | «Face Value»             | Sharon Lewis     | Stephen Cochrane              | 3 de abril de 2025        |
| 16           | 6            | «Disposable People»      | Peter Stebbings  | Seneca Aaron                  | 10 de abril de 2025       |
| 17           | 7            | «The Man in the Stadium» | Sudz Sutherland  | Sam Godfrey                   | 17 de abril de 2025       |
| 18           | 8            | «Canadian Dream»         | Chloé Robichaud  | Tassie Cameron y Rory Diamond | 1 de mayo de 2025         |
| 19           | 9            | «Bitter Pill»            | Renuka Jeyapalan | Seneca Aaron y Jillian Locke  | 8 de mayo de 2025         |
| 20           | 10           | «Tango Romeo»            | —                | —                             | 15 de mayo de 2025        |

## Producción
En junio de 2023, se anunció que Law & Order Toronto: Criminal Intent había recibido una orden de serie de 10 episodios, basada en la serie original creada por Dick Wolf y René Balcer para Universal Television. La serie es producida por Lark Productions y Cameron Pictures. Los directores incluyen a Holly Dale, quien dirigió los episodios 1, 3 y 9, así como a David Wellington, Peter Stebbings, Sudz Sutherland, Rachel Leiterman, Winnifred Jong, Sharon Lewis y David Straiton.
El episodio «Crack Reporter» se inspiró parcialmente en el escándalo del crack que involucró al exalcalde de Toronto Rob Ford en 2013. En junio de 2024, la serie fue renovada para una segunda y tercera temporada.

## Emisión
El 22 de febrero de 2024, Law & Order Toronto: Criminal Intent comenzó a emitirse en CityTV los jueves a las 8 p. m. (hora del Este). Esta adición a la programación de los jueves de Law & Order hizo que Law & Order, que se transmitía regularmente en simultaneidad con NBC, pasara a emitirse una hora antes a las 7 p. m., hora del Este, mientras que SVU y Organized Crime permanecieron a las 9 p. m. y 10 p. m., hora del Este, respectivamente. La segunda temporada pasó a emitirse los jueves a las 10 p. m., hora del Este, el horario anterior de Found, que se trasladó a las 7 p. m., hora del Este, emitiéndose 3 horas antes que NBC.

## Premios y nominaciones
| Premiación             | Año  | Categoría                                                                        | Nominado(s) | Resultado | Ref.   |
| ---------------------- | ---- | -------------------------------------------------------------------------------- | --- | --------- | ------ |
| Canadian Screen Awards | 2025 | Mejor serie dramática                                                            | Erin Haskett, Tassie Cameron, Amy Cameron, David Valleau, Alex Patrick, Tex Antonucci, Wanda Chaffey                           | Pendiente | [ 11 ] |
| Canadian Screen Awards | 2025 | Mejor actuación protagónica en una serie dramática                               | Kathleen Munroe | Pendiente | [ 11 ] |
| Canadian Screen Awards | 2025 | Mejor actuación protagónica en una serie dramática                               | Aden Young | Pendiente | [ 11 ] |
| Canadian Screen Awards | 2025 | Mejor actuación de reparto en un programa o serie dramática                      | Karen Robinson | Pendiente | [ 11 ] |
| Canadian Screen Awards | 2025 | Mejor actuación como actor invitado en una serie dramática                       | Blessing Adedijo | Pendiente | [ 11 ] |
| Canadian Screen Awards | 2025 | Mejor actuación como actor invitado en una serie dramática                       | Amanda Brugel | Pendiente | [ 11 ] |
| Canadian Screen Awards | 2025 | Mejor actuación como actor invitado en una serie dramática                       | Sydney Meyer | Pendiente | [ 11 ] |
| Canadian Screen Awards | 2025 | Mejor maquillaje                                                                 | Lynda McCormack, «Three Points»                                                                                                | Pendiente | [ 11 ] |
| Canadian Screen Awards | 2025 | Mejor peluquería                                                                 | Lydia Pensa, «The Key to the Castle»                                                                                           | Pendiente | [ 11 ] |
| Canadian Screen Awards | 2025 | Mejor diseño de vestuario                                                        | Nicole Manek, «The Key to the Castle»                                                                                          | Pendiente | [ 11 ] |
| Canadian Screen Awards | 2025 | Mejor diseño de producción/dirección artística en un programa o serie de ficción | Oleg Savytski, «Cul-de-Sac» | Pendiente | [ 11 ] |
| Canadian Screen Awards | 2025 | Mejor reparto, Ficción                                                           | Sharon Forrest | Pendiente | [ 11 ] |
| Canadian Screen Awards | 2025 | Mejor fotografía en un programa o serie dramática                                | David Greene, «The Key to the Castle»                                                                                          | Pendiente | [ 11 ] |
| Canadian Screen Awards | 2025 | Mejor montaje en un programa o serie dramática                                   | Wendy Hallam Martin, «The Key to the Castle»                                                                                   | Pendiente | [ 11 ] |
| Canadian Screen Awards | 2025 | Mejor montaje en un programa o serie dramática                                   | John Nicholls, «The Minnow and the Shark»                                                                                      | Pendiente | [ 11 ] |
| Canadian Screen Awards | 2025 | Mejor sonido en un programa o serie de ficción                                   | Martin Lee, Ella Melanson, Martin Gwynn Jones, Rob Warchol, Joe Mancuso, Zenon Waschuk and John Elliot, «The Sound of Silence» | Pendiente | [ 11 ] |
| Canadian Screen Awards | 2025 | Mejor dirección en una serie dramática                                           | Holly Dale, «Three Points» | Pendiente | [ 11 ] |
| Canadian Screen Awards | 2025 | Mejor dirección en una serie dramática                                           | Sharon Lewis, «Cul-de-Sac» | Pendiente | [ 11 ] |
| Canadian Screen Awards | 2025 | Mejor guion en una serie dramática                                               | Tassie Cameron, «The Key to the Castle»                                                                                        | Pendiente | [ 11 ] |
| Canadian Screen Awards | 2025 | Mejor coordinación de dobles                                                     | John Stead, «The Key to the Castle»                                                                                            | Pendiente | [ 11 ] |